# Moab (Utah)
 For alternative betydninger, se Moab (flertydig). (Se også artikler, som begynder med Moab)
Moab er en amerikansk by og administrativt centrum i det amerikanske county Grand County, i staten Utah. I 2000 havde byen et indbyggertal på 4.779.

## Ekstern henvisning
- Wikimedia Commons har flere filer relateret til Moab (Utah)
- Moabs hjemmeside (engelsk)

38°34′21″N 109°32′59″V / 38.5725°N 109.5497°V